# Arancione internazionale

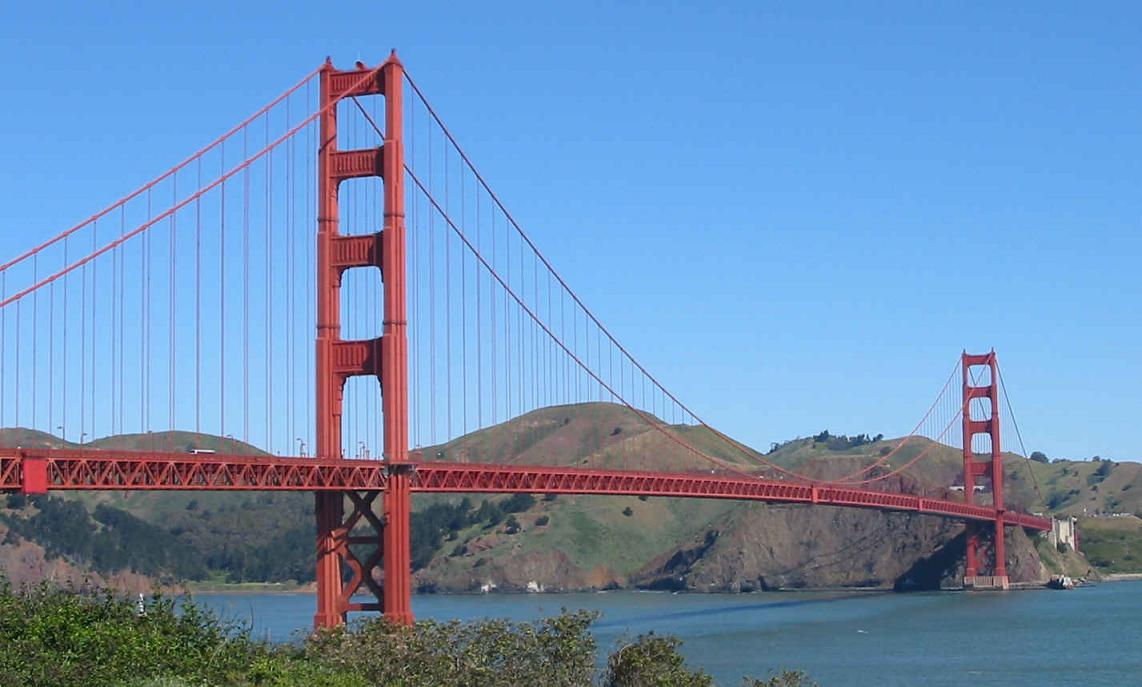
Il Golden Gate Bridge è dipinto con arancione internazionale

L'arancione internazionale è un colore utilizzato per segnalare gli ostacoli aumentando il contrasto con gli oggetti circostanti e lo sfondo del cielo. È simile all'arancione fiamma, altro colore utilizzato per la segnaletica, ma è più scuro ed ha un colore più tendente al rosso, sebbene a volte i produttori non aderiscano agli standard, per cui è difficile distinguerlo da altre tonalità.
Il Golden Gate Bridge e la Tokyo Tower sono dipinti con arancione internazionale, come le tute pressurizzate utilizzate dall'equipaggio dello Space Shuttle  (denominate Advanced Crew Escape Suit). Le tute per voli ad alta quota dell'aeronautica statunitense presentano invece una tonalità più chiara.
Nell'industria aerospaziale, l'arancione internazionale è comunemente utilizzato per indicare parti sottoposte a test.
È il colore utilizzato per le strisce dipinte sulle fiancate delle navi della United States Coast Guard.